# Sjung av fröjd
Sjung av fröjd är en sång som första gången var publicerad i Stridsropet 1885 av en okänd författare. Sången sjungs till en engelsk melodi.

## Publicerad i
- Stridsropet 1885
- Musik till Frälsningsarméns sångbok 1907 som nr 83.
- Frälsningsarméns sångbok 1929 som nr 346 under rubriken "Jubel, erfarenhet och vittnesbörd".
- Frälsningsarméns sångbok 1968 som nr 342 under rubriken "Jubel och tacksägelse".
- Frälsningsarméns sångbok 1990 som nr 516 under rubriken "Lovsång, tillbedjan och tacksägelse".